# Setúbal (distrikt)

Setúbals län i Portugal

Distrito de Setúbal är ett av Portugals 18 distrikt vars residensstad är Setúbal.
Från och med augusti 2008 är Mário Cristóvão distriktets guvernör.

## Geografi
Distriktet omfattar de södra delarna av landskapet Estremadura och en del av landskapet Baixo Alentejo.
Det gränsar i norr till Lissabons distrikt och Santaréms distrikt, samt i öst till Évoras distrikt och Bejas distrikt, och i väst har kust mot Atlanten. 
Distriktet har 815 800 invånare och en yta på 5 064 km².

## Kommuner
Setúbals distrikt omfattar 13 kommuner:
- Alcácer do Sal
- Alcochete
- Almada
- Barreiro
- Grândola
- Moita
- Montijo
- Palmela
- Santiago do Cacém
- Seixal
- Sesimbra
- Setúbal
- Sines